# Tjänsen
Tjänsen är en sjö i Rättviks kommun i Dalarna och ingår i Dalälvens huvudavrinningsområde.